# Mikroregion Porta
Mikroregion Porta je svazek obcí v okresu Brno-venkov, jeho sídlem je Předklášteří a jeho cílem je regionální rozvoj obecně. Sdružuje celkem 8 obcí a byl založen v roce 2003.

## Obce sdružené v mikroregionu
- Borač
- Dolní Loučky
- Kaly
- Lomnička
- Předklášteří
- Šerkovice
- Štěpánovice
- Železné